# Brenda Dean Paul
Brenda Irene Isabelle Frances Theresa Dean Paul (* 8. Mai 1907 in Kensington, London; † 26. Juli 1959 in London), bekannt unter ihrem Künstlernamen Brenda Dean Paul, war eine britische Stummfilm-Schauspielerin, Party- oder It-Girl und Mitglied der „Bright Young People“ in den 1920er Jahren. Ihre Drogensucht brachte sie auf die Titelblätter vieler Zeitungen, was damals sehr ungewöhnlich war. Paul verbrachte einige Zeit im Holloway Prison und in Entzugskliniken, um ihre Sucht zu kurieren.

## Biografie

### Herkunft und Ausbildung
Paul entstammte der Londoner Oberschicht, ihre Mutter war eine in Belgien geborene Pianistin und Komponistin, ihr Großvater mütterlicherseits der polnische Komponist Henryk Wieniawski. Pauls Vater war Sir Aubrey Edward Henry Dean Paul, 5th Bt., ihr älterer Bruder Napier „Napper“ Dean Paul. Sie spielte zunächst kleinere Rollen in Theaterensembles und ging später nach Berlin, um dort ihre Schauspielkarriere zu forcieren. Doch wegen vieler Exzesse im Berliner Nachtleben konnte sie sich nicht in der Szene durchsetzen.

### „Bright Young Thing“
Zurück in England wurde Branda Dean Paul ein Fixstern der jungen Londoner Bohème, vor allem bei den „Bright Young Things“, zu denen Prominente wie Evelyn Waugh und Cecil Beaton zählten. Oft veranstaltete die Gruppe Verkleidungs- oder Mottoparties, die schnell berühmt wurden. Paul jedoch schlitterte in eine Morphinsucht, an der sie ihre Leben lang litt. Dieser Umstand machte sie in den mittleren und späten 1920er Jahren zu einer in der Öffentlichkeit sehr bekannten jungen Frau Londons.

### Späteres Leben
Im Februar 1932 musste Paul wegen einer Scheckfälschung erstmals vor Gericht. In den nächsten Jahrzehnten wiederholten sich die Gerichtsverhandlungen wegen Drogenbesitz und anderer Delikte. Während ihres Aufenthalts in Holloway Prison begann sie an Bulimie zu leiden. Die folgenden Jahre verbrachte Paul in diversen Einrichtungen zur Wiedererlangung ihrer Gesundheit.
1935 überwand die Britin vorläufig die Drogensucht und publizierte ihre von einem Ghostwriter verfassten Memoiren. Nachdem ihre Schauspielambitionen endgültig misslangen, verfiel sie erneut der Suchtkrankheit. Im Jahr 1939 kam es zur Delogierung Brenda Dean Pauls wegen öffentlicher Nacktheit. Es gelang Paul in den folgenden Jahren nicht, ihre Sucht endgültig zu überwinden. 1957 lebte sie in einer psychiatrischen Klinik in Rom. Brenda Dean Paul starb 1959 im Alter von 52 Jahren. Als Todesursache wurde „natürlich“ angegeben.